# Dominant space
「Dominant space」（ドミナント スペース）は、結城アイラの6作目のシングル。2010年2月10日にMellow Headから発売された。

## 解説
前作「Weeping alone」から約6ヶ月ぶりのリリースとなる2010年1作目のシングル。Mellow Headレーベルでは唯一の発売となった。表題曲はテレビアニメ『戦う司書 The Book of Bantorra』の後期エンディングテーマとして使用されている。
ディスクジャケットには、ノロティ＝マルチェとザトウ＝ロンドホーン（エンリケ＝ビスハイル）のシルエットが描かれている。 

## 収録曲
1. Dominant space [4:59] 
  - 作詞：畑亜貴、作曲・編曲：myu
  - テレビアニメ『戦う司書 The Book of Bantorra』後期エンディングテーマ
2. TRY ANGLE [4:55] 
  - 作詞：只野菜摘、作曲・編曲：NOIZ'n GIRL
3. Dominant space（off vocal）
4. TRY ANGLE（off vocal）